# Skin (groupe britannique)
Pour les articles homonymes, voir Skin.
Skin est un groupe britannique de hard rock, actif dans les années 1990 jusqu'en 2013.

## Histoire
Skin est formé au début des années 1990 par Myke Gray (né le 12 mai 1968 à Fulham, Londres) et Andy Robbins (également ancien membre de Tokyo Blade), anciens membres de Jagged Edge, Neville MacDonald (né à Ynysybwl, Pontypridd, Pays de Galles), ancien chanteur de Kooga, et Dicki Fliszar, ancien batteur du groupe de tournée de Bruce Dickinson et du groupe Vamp. Le groupe s'appelait à l'origine Taste. et change de nom (Obsession, Bad For Good, Phoenix) au cours de l'année 1992, lors d'une série de concerts dans de petits clubs. Le groupe se montre suffisamment bon lors de ces concerts pour se voir proposer un contrat de management avec Sanctuary Management, qui s'occupait également d'Iron Maiden, puis un contrat d'enregistrement avec Parlophone. Le premier album, intitulé Skin, se vend encore mieux, entrant dans le top 10 et atteignant la 9e place du UK Albums Chart. Un autre single de l'album, Tower of Strength, accompagné de morceaux joués en concert lors de leur apparition à Donington Monsters of Rock en 1994, est également entré dans le top 20 et a atteint la 19e place du UK Singles Chart. 
Un nouvel album studio, Breaking the Silence, sort en août 2010 en exclusivité sur le site officiel du groupe et est salué par la critique. Le groupe annonce cependant sur son site web qu'il se séparerait à nouveau après une tournée d'adieu en décembre 2010, bien qu'il ait joué son dernier concert au High Voltage Festival à Londres, le 23 juillet 2011, aux côtés des têtes d'affiche Judas Priest, Dream Theater et Jethro Tull.
Skin se reforme une fois de plus pour soutenir Little Angels lors de leur tournée britannique de 2012. En février 2013, Skin est annoncé pour jouer à nouveau au Download Festival. Ils devaient se produire sur la scène Zippo Encore le vendredi 14 juin, mais le départ de Neville MacDonald est annoncé le 28 mai 2013 pour des « raisons personnelles », et Dicki Fliszar confirme sur sa page Facebook que Skin s'était définitivement séparé. Myke Gray poursuit sa carrière en tant que musicien de studio et auteur-compositeur, notamment en co-écrivant le single You're My Mate du groupe Right Said Fred, et deviendra plus tard coach de fitness.

## Discographie

### Albums studio
- 1993 : Skin
- 1996 : Lucky
- 1997 : Big Fat Slice of Life (Japon)
- 1997 : Experience Electric
- 2010 : Breaking the Silence

### Albums live
- 1995 : Live at the Borderline (Japon)
- 1998 : Hasta La Vista, Baby!
- 2009 : Up Close and Personal